# Coelella venosa
Coelella venosa är en insektsart som beskrevs av Delong 1953. Coelella venosa ingår i släktet Coelella och familjen dvärgstritar. Inga underarter finns listade i Catalogue of Life.